# ايلي ستون
ايلي ستون (بالإنجليزية: Eli Stone)‏ هو مسلسل فكاهي كوميدي درامي في التلفزيون الأمريكي، الذي بث أصلا على ايه بي سي يوم 31 يناير 2008 حتى 11 يوليو 2009. السلسلة تم إنشاؤه من قبل جريج بيرلانتي ومارك جوجنهايم، الذي كان أيضا خدم جنبا إلى جنب مع المنتجين التنفيذيين كين أولين الذي وجه القيادة، مع المنتجة ميليسا بيرمان. 
تألق جوني لي ميلر في العرض في دور بطولة المحامي ايلي ستون. في الحلقة الأولى، ستون اكتشف أن لديه تمدد الأوعية الدموية في الدماغ الذي يسبب الهلوسة. الوخز بالإبر، دكتور تشين، أقترح أن الهلوسة هي في الواقع من وحي الإلهي لرؤى المستقبل. هذه الرؤى في كثير من الأحيان تنذر بقضايا وأحداث المستقبل، بما في ذلك زلزال يوشك ان يحدث.

## المقدمة المنطقية
جريج بيرلانتي، الذي شارك في كتابة العرض مع مارك جوجنهايم، وصف ايلي ستون في فارايتي على أنه نوع من مجموعة دراما "حقل للأحلام في مكتب للمحاماة حيث محامي شيء الثلاثين، الذي اسمه هو عنوان العرض، لكونه يملك بعد أكبر لرؤى الحياة الذي أجبره على القيام بأشياء غير عادية. يعاني ايلي من تمدد الأوعية الدموية في الدماغ التي تسبب له هلوسة واقعية في كثير من الأحيان فيما يتعلق بمؤامرة الحلقة إلى حد أنه يمكن اعتباره نبي اليوم الحديث.
مغني البوب جورج مايكل كان يحتل مكانة بارزة طوال الموسم الأول من هذه السلسلة، وكل حلقة سميت بعد واحدة من أغانيه. بيرلانتي هو من مشجعي مايكل وبذل جهدا ليظهره في العرض. كما أنه سيكون له الحظ، تحول مايكل ليكون منافق التلفزيون. وهذا أدى المغني إلى الموافقة على القيام بحلقات عدة، بينها واحدة التي فيها ستون يمثله في حالة فتاة في سن المراهقة الذي يشغل أغنية "أنا أريد جنسك" احتجاجا على الامتناع عن برنامج تعليم الجنس في مدرستها
العرض في وضع قانوني، مزيج من الكوميديا والدراما، واستعمال سلاسل الخيال أدت إلى إجراء مقارنات لسلسلة اللى مكبيل من بعض النقاد.

## الإنتاج
منتج من قبل استوديوهات ايه بي سي، بعد تلفزيونبيرلانتي وبورتسموث، السلسلة رسميا أعطت ضوء أخضر لأجل ثلاثة عشر حلقة يوم 11 مايو، 2007، ، وكما أنها بثت في استبدال منتصف الموسم في عام 2008.
قدم ايلي ستون أول عرض له في يوم الخميس يناير 31، 2008 في الساعة 10:00 الشرقية / 9:00 بعد الظهر الوسطى، في أعقاب عودة المفقود ، يث أول موسم نهائي له في 17 أبريل 2008.
في 13 مايو، 2008، أي بي سي أعلن رسميا ان هذا المعرض قد تم تجديده لموسم 2008-09.  وعلاوة على ذلك، في كندا، وسائط سي تي في أعلنت أنها سوف ترسل باستمرار لسلسلة سي تي في استؤنف "إيه" التلفزيونية نظام لموسم 2008-2009. الموسم 2 لأول مرة على الثلاثاء 14 أكتوبر في الساعة 10:00 الشرقية / 9:00 بعد الظهر مركزيا.
في 20 نوفمبر 2008، ومع ذلك، قال بي سي المعرض المنتجين أنها آثرت عدم ترتيب أي حلقات جديدة، مما يشير إلى أن سلسلة من شأنه أن تلغى بمجرد جميع الحلقات قد استخدمت.
في آخر حلقة من المقرر ايلي ستون بثت في 30 ديسمبر، 2008. الحلقات الأربع الأخيرة من المسلسل بثت يوم السبت في الساعة 10:00 الشرقية / 9:00 بعد الظهر ابتداء الوسطى على أي بي سي السبت يونيو 20، 2009. الحلقة الأخيرة، «فلايت باث»، بثت في 11 يوليو، 2009.
أولى هذه الحلقات غير الهوائية، سونوما أذيع في أيرلندا قبل ار يوم 13 مارس من عام 2009 مع الحلقات الثلاث بسبب مزيد من المقرر ان يذاع في الأسابيع التالية. القناة البريطانية الخيال العلمى بثت حلقة عشرة في آذار / مارس السادس عشر والحلقة الحادية عشرة في 23 آذار / مارس، مع الحلقات الماضيين يجري المقرر عقده في الأسبوعين التاليين. الحلقة سوف الهواء في إسرائيل نعم نجوم الدراما \ اتش دي القناة في 31 مارس، 2009. القناة التلفزيونية الألمانية برو 7 لم الهواء تلك الحلقات حتى هذا التاريخ. في أستراليا، وبثت شبكة سبعة فصول الأربعة الأخيرة غير هوائية في شهر نيسان / أبريل، في موعدها يوم الثلاثاء الساعة 10:30 مساء.

## الجدل
في أول حلقة أثار جدلا بسبب خطها المؤامر، التي تصور فرضية أن التوحد هو سبب الحافظة المعتمدة على الزئبق كان يستخدم سابقا في لقاحات الطفولة الشائعة،  ويعامل الافتراض بأنها ذات مصداقية ومقنعة من الناحية القانونية. هذه الفرضية لا تدعم الأدلة العلمية، ولكن قد ساهم في انخفاض معدلات التطعيم. الأكاديمية الأميركية لطب الأطفال على طلب المؤسسة إما إلغاء الحلقة أو التنصل تشمل التأكيد على أن لا يتم استخدام الزئبق في اللقاحات الروتينية في مرحلة الطفولة، وأنه لا يوجد ارتباط علمي بين اللقاحات والتوحد. ايه بى سى بدلا من ذلك قررت تقديم الإشعار خطي والصوتي بعد الحلقة قائلا: «إن القصة السابقة هي وهمية ولا تصور أي شخص فعلية، والشركات، والمنتجات أو الأحداث»،  مع البطاقة الثانية توجيه المشاهدين إلى التوحد على شبكة الإنترنت موقع لمراكز المسيطرة على الأمراض والوقاية منها. 

## طاقم المشاركين
- جوني لي ميلر كوايلي ستون، وهي محامية ناجحة في سان فرانسيسكو التي تشخص مع تمدد غير قابل لتشغيل الدماغ الذي يسبب الهلوسة. وتسبب الهلوسة ايلي لتصبح نفور من قبل نظرائه وقريبا حياته ستخضع إلى التحويل. على الرغم من حقيقة أنه ليس متدين، فسر هلوستة كعلامات، ومساعدة الناس في قبول الدعاوى القضائية على امل تحسين حياتهم.
  - الشباب ايلي لعبت من قبل جوستين ليبرمان
- ناتاشا هينستريدج ك تايلور ويثيرسدي، ايلي لخطيبها السابق الذي هو أيضا محاميا. كانت تعمل سابقا في شركة أخرى، وانضمت في وقت لاحق ايلي الراسخ بعد أن فضت. على الرغم من مفاجئتها بنوبات من الهلوسة من ايلي، وانها عاقدة العزم على مساعدته بأي وسيلة. إنها هي ابنة الأردن ويثيرسدي، رئيس ويثيرسدي، بوسنر وكلاين.
- لوريتا ديفين كما باتي ديلاكرويكس ، ايلي من المفيد مساعد ومتسلط. كما أنها تعتبر ايلي صديقا حميما من راتبها، وانها دائما صادقين صارخ لايلي.
- مات ليستشير كما يقول د. ناثان ستون، ايلي يرعى شقيقه الأكبر الذي هو طبيب. فهو أول من اكتشف ظروف ايلي وانه هو أيضا يشكك في رؤاه. ناثان مؤرخة بيث، الفتاة التي ايلي خسرها بكارتها في الكلية، بعد ايلي عرض كلا منهم لبعضهم البعض في حزبه الاشتباك.
- سام جايجر كما مات داود، زميل ايلي في العمل ومنافسه في مكتب المحاماة. هو وصف بأنا الساخرة، متعجرف وله شخصية الصبي النادى. فهو يؤرخ مع تايلور ويثيرسدي وأنهم ذاهبون إلى انجاب طفل.
- والدكتور جيمس سايتو قال تشن، وهو الذي يفسر اكوبونكتوريست شروط ايلي كرسالة نبوي. هو يساعد ايلي على تحليل الرؤى وينصح ايلي لملاحقتهم. درس الوخز بالإبر في بكين وكذلك كلية الطب. انها كشفت النقاب عن أنه ليس من المهاجرين الصينيين، و«الدكتور تشن» هو مجرد فعل ذلك انه سوف تؤخذ على محمل الجد، لأنه «لا أحد يثق في الوخز بالإبر من ولاية نيو جيرسي». انه يعمل لمرة واحدة لوالد ايلي، الذي قال له مرة انه سيكون لصالح سداده عن طريق مساعدة من ابنه (ايلي) يوما ما.
- جولي غونزالو ماجي ديكر، وهو عضو محام الذي هو طموح ومتحمس لعملها. الكثير لفزع ايلي، انها كثيرا ما تساعده في تقريره الحالات على أمل الارتقاء في السلم الوظيفي. إنها تعتبر الشخص الديني الذي هو أول شخص يؤمن برؤية ايلي دون تردد. كانت مخطوبة لسكوت، الذي هو في رؤية ايلي من وقوع الزلزال.
- جورج ونستون جيسون كيث بينيت، هو محامي القانون الجنائي الذي رفع دعوى ضد صاحب العمل للعنصرية. بعد أن كيث خسر الدعوى، الأردن استأجرته لانه يرى احتمال كيث.
- فيكتور جاربر كما الأردن ويثيرسدي، يشترك في ملكيته للشركة ووالد تايلور. فهو غالبا ما يشكك في تصورات ايلي. ومع ذلك، انه شخصية الأب لايلي، ومثلت ايلي عندما كان يحاكم لعدم الأهلية لأداء عمله.

### الأشخاص التكرارية
- لورا بينانتي  كما بيث كيلر، صديقا لايلي في الكلية الذي لديه ابن مصاب بالتوحد. انها مؤرخة ناثان.
- توم اماندسي  كما مارتن بوسنر، هو أحد الشركاء في ملكية الشركة. كان على علاقة مع باتي في الماضي.
- كاتي ساجال كما ميرسي كلاين، أحد الشركاء في ملكية الشركة. إنها غير ودية وأكثر اهتماما في المنافع المالية للشركة. انها ليست مولعا بنوايا ايلي لمساعدة المزيد من الأفراد من الشركات الكبرى.
- باميلا ريد في دور السيدة الحجر
- توم كافاناغ كما جيريمي ستون، والده الراحل ناثان وايلي. كما أنه لديه تمدد الأوعية الدموية في الدماغ الذي يسبب الهلوسة. كان يعاني من الاكتئاب وكان مدمنا على الكحول، والذي يسبب ناثان وايلي لتستاء منه. وتوفي من ازمة قلبية قبل 10 سنوات.
- جورج مايكل على النحو نفسه

### الممثلين
في 6 تشرين الثاني، 2008، أبلغ دليل التلفزيون أن جامي شيريدان سيكون ضيف نجم بوصفها الأخبار المسائية. في 1 ديسمبر 2008، أبلغ دليل التلفزيون أن غريغوري سميث سيجعل ضيفا على ظهور المعرض النهائي.

## الحلقات
سلسلة استمرت موسمين و26 حلقة. إذا كان المعرض قد تم تجديدة لموسم ثالث، من شأنه أن يكون ل ايلي التفاف استكمال المتابعة من هذه السلسلة، بما في ذلك ولادة تايلور طفلة ومات من المستغرب أن يصبح والده جيد، الأردن قابل زوجته السابقة لأول مرة منذ عام من الطلاق، ايلي قابل جراسي مرة أخرى. أيضا، المشهد لقد انتهى بـكليفهانجر، مع ايلي له مكانة عالية كنبي.

## إصدارات الدي في دي
في 2 سبتمبر، 2008، أصدرت استديوهات والت ديزني للترفيه المنزلي أول موسم كامل من ايلي الحجر على دي في دي في المنطقة 1. كما تم إصدار الموسم 1 في المنطقة 4 في 18 مارس، 2009. في الموسم الثاني والأخير قد أطلق سراحه في منطقة 1 في 18 أغسطس، 2009.
| اسم الدي في دي      | رقم الحلقة | الإفراج عن مواعيد | الإفراج عن مواعيد   |
| اسم الدي في دي      | رقم الحلقة | المنطقة (1)       | المنطقة 4           |
| ------------------- | ---------- | ----------------- | ------------------- |
| الموسم الأول كله    | 13         | 2 سبتمبر 2008     | {0}18 مارس 2009{/0} |
| الموسم الثاني كاملاً | 13         | 5 أغسطس 2009      | تي بي أيه           |

## الروابط الخارجية
- ايلي ستون على موقع IMDb (الإنجليزية)
- ايلي ستون على موقع ميتاكريتيك (الإنجليزية)
- ايلي ستون على موقع روتن توميتوز (الإنجليزية)
- ايلي ستون على موقع كينوبويسك (الروسية)
- ايلي ستون على موقع ألو سيني (الفرنسية)
- ايلي ستون على موقع قاعدة بيانات الفيلم (الإنجليزية)

قالب:George Michael